# Nowy Ostrów (województwo pomorskie)
Nowy Ostrów (kaszub. Nowi Òstrów) – kolonia w Polsce, w województwie pomorskim, w powiecie kartuskim, w gminie Stężyca.
Miejscowość leży na obszarze Pojezierza Kaszubskiego. Wchodzi w skład sołectwa Łosienice.
Do 2023 miejscowość była częścią wsi Łosienice.
W latach 1975–1998 Nowe Łosienice administracyjnie należały do województwa gdańskiego.
Nowy Ostrów 31 grudnia 2011 r. miał 29 stałych mieszkańców.